# Kevin Hart
Kevin Hart, född 6 juli 1979 i Philadelphia i Pennsylvania, är en amerikansk skådespelare, filmproducent och komiker.
Hart började sin amatörkarriär genom att vinna flera tävlingar på komediklubbar i New England. Han slog igenom år 2000 då han fick rollen av Judd Apatow för en återkommande roll på TV-serien Undeclared. Serien varade bara i ett år, men han fick snart andra roller i filmer som Paper Soldiers (2002), Scary Movie (2003), Soul Plane (2004) och Little Fockers (2010). Hans rykte som komiker fortsatte att växa till följd av hans första stand up-album I'm a Grown Little Man (2008) och han medverkade i filmerna Think Like a Man (2012), Grudge Match (2013), Ride Along (2014) och About Last Night (2014). Han släppte även två till, Seriously Funny år 2010 och Laugh at My Pain år 2011. Han är med i Real Husbands of Hollywood där han spelar sig själv. Han har även medverkat i en roll i januari 2016 i ett videoklipp av den svenska Youtubekanalen IJustWantToBeCool. Han har också en huvudroll i långfilmen Central Intelligence (2016).

## Filmografi i urval
- 2003 – Scary Movie 3
- 2005 – The 40 Year-Old Virgin
- 2006 – Scary Movie 4
- 2007 – Epic Movie
- 2008 – Meet Dave
- 2008 – Superhero Movie
- 2008 – Fool's Gold
- 2008 – Drillbit Taylor
- 2008 – Extreme Movie
- 2008 – Ett UFO i New York
- 2010 – Little Fockers
- 2011–2012 – Modern Family (TV-serie) (2 avsnitt)
- 2011 – Laugh at My Pain
- 2012 – The Five-Year Engagement
- 2012 – Think Like a Man
- 2013 – This Is the End
- 2013 – Grudge Match
- 2014 – Ride Along
- 2014 – About Last Night
- 2014 – Think Like a Man Too
- 2014 – Top Five
- 2015 – Get Hard
- 2015 – The Wedding Ringer
- 2016 – Central Intelligence
- 2016 – Ride Along 2
- 2017 – Kapten Kalsong: Filmen (röst)
- 2017 – Jumanji: Welcome to the Jungle
- 2019 – Jumanji: The Next Level
- 2021 – True Story
- 2024 – Borderlands